# Лондон-Гатвік
Аеропорт Гатвік (англ. Gatwick Airport, попередня офіційна назва — London Gatwick Airport) (IATA: LGW, ICAO: EGKK) — міжнародний аеропорт за 40 кілометрів на південь від Лондона. З пасажиропотоком понад 33 мільйони пасажирів на рік він є другим за величиною аеропортом Лондона (після Хітроу) та Великої Британії загалом, а також з 2011 року він є десятим за величиною аеропортом в Європі.
Аеропорт є хабом для:
- British Airways
- easyJet UK
- TUI Airways
- Wizz Air UK

## Транспортне сполучення
Аеропорт розташований у передмісті Кроулі у Західному Сасексі, приблизно за 40 кілометрів на південь від Лондона і на такій самій відстані на північ від Брайтона.

### Автомобільне
Аеропорт розташований за 1,6 км від автостради М23 через яку він має сполучення з Лондонською кільцевою автострадою (M25), за 14 км до півночі.

### Залізничне
Південний термінал розташований одразу ж за залізничною станцією Аеропорт Гатвік, звідки є регулярне залізничне сполучення зі станціями Лондона Вікторія та Лондон-брідж. Сервіс Гатвік-Експрес, вирушає що 15 хвилин до залізничного вокзалу Вікторія, а також, у перервах, міжміський поїзд Південної залізниці, який, їдучи з морського курорту Брайтон, додатково зупиняється на станціях Іст-Кройдон і Clapham Junction. З Лондонським мостом, вокзалом Сент-Панкрас і аеропортом Лутон існує постійне транспортне сполучення за допомогою поїздів First Capital Connect за маршрутом Thameslink.

### Автобусне
Аеропорт має автобусну станцію (автовокзал), де існує регулярне і налагоджене сполучення автобусами далекого прямування. Існує регулярне сполучення з аеропортом Хітроу.

## Оператори
Оператором аеропорту до 2009 року було BAA (колишнє British Airports Authority — Управління британських аеропортів), яке експлуатує, зокрема, лондонські аеропорти Хітроу і Станстед. BAA було об'єктом розслідування Управління з нагляду за добросовісною конкуренцією Великої Британії, яке опублікувало попередні результати у серпні 2008 року, що могло змусити BAA продати Ґатвік, Хітроу і Ґлазґо. У зв'язку з цим, у вересні 2008 року, BAA оголосило про своє рішення шукати покупця для Ґатвіка. У грудні 2009 року аеропорт був проданий за 1,5 млрд фунтів Global Infrastructure Partners, оператору London City Airport.
У червні 2010 року було оголошено, що аеропорт буде перейменовано в Gatwick Airport у контексті обширної реструктуризації. У офіційній назві було відкинуто суфікс "Лондон ". Проте аеропорт рекламує себе гаслом: «Ваш Лондонський аеропорт».

## Інфраструктура

### Злітно-посадкова смуга
Ґатвік є найбільш використовуваним аеропортом у світі, котрий має лише одну злітно-посадкову смугу. Плани з будівництва другої смуги призвели до бурхливих протестів місцевих жителів, які побоюються шуму і викидів відпрацьованих газів. З місцевими органами влади було укладено договір, який забороняє будівництво принаймні до 2019 року.

### Будівля аеропорту

#### Північний термінал
Будівництво північного терміналу почалося 1983 року, це був найбільший будівельний проєкт на південь від Лондона у 1980-х роках. Королева Єлизавета II урочисто відкрила цей термінал 1988 року.
Це найбільший проєкт будівництва на південь від Лондона у 1980-х роках, вартість якого становить 200 мільйонів фунтів. У 1991 році другий пірс було відкрито у складі Північного терміналу.
16 травня 2005 року новий пірс 6 було відкрито, кошторисна вартість будівництва 110 мільйонів фунтів стерлінгів, при цьому було додано 11 місць стоянки літаків. Причал сполучений sз головним корпусом Північного терміналу, найбільшим пасажирським мостом у світі

#### Південний термінал
Головний зал і центральний пірс Південного терміналу були побудовані між 1956 і 1958 роками. Королева Великої Британії Єлизавета II відкрила аеропорт 9 червня 1958 року. 1962 року було відкрито два додаткові пірси. 1983 року північний пірс було знесено і на його місці побудовано круглий термінал-супутник, який був сполучений sз головним терміналом першою автоматичною підвісною канатною дорогою у Великій Британії. Дорога була закрита і замінена монорейкою. Головний зал кілька разів перебудовувався і розширювався; крім залу прибуття у північній частині Південного терміналу і стійок реєстрації на південь від нього, є дві великі зони з магазинами та кафе: зона «Gatwick-Village» на другому поверсі доступна для всіх відвідувачів, зона Duty-Free, що знаходиться за пунктом контролю на авіаційну безпеку, більше схожа на торговий центр, ніж зал очікування.

#### «Вулик»

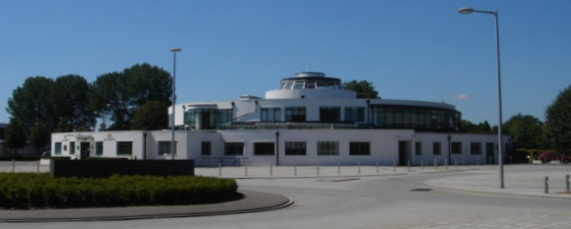
«Вулик»

Відкрита 1936 року, перша будівля терміналу аеропорту, The Beehive (Вулик), була розроблена Френком Хоара (Marlow&Lovett), і була першою цілком інтегрованою будівлею терміналу в світі. Вона використовувалася до 1950 року. Під час будівництва нового Південного терміналу залізничну станцію було перенесено, тому попередня будівля терміналу була відрізана від решти аеропорту. Після цього її використовували як термінал для польотів на вертольотах Пізніше він використовувався як адміністративна будівля, з 1989 року там знаходився офіс GB Airways, збудований у стилі арт-деко. Коли в січні 2008 року підприємство було передане EasyJet, воно залишалося у власності попередніх власників Gibraltar Airways, Bland Group. Ця споруда з 1996 року внесена до Переліку будівель, що мають особливу архітектурну чи історичну цінність, клас II*, і є однією з дванадцяти споруд у Кроулі, занесених до цього списку.

## Авіакомпанії та напрямки, лютий 2021

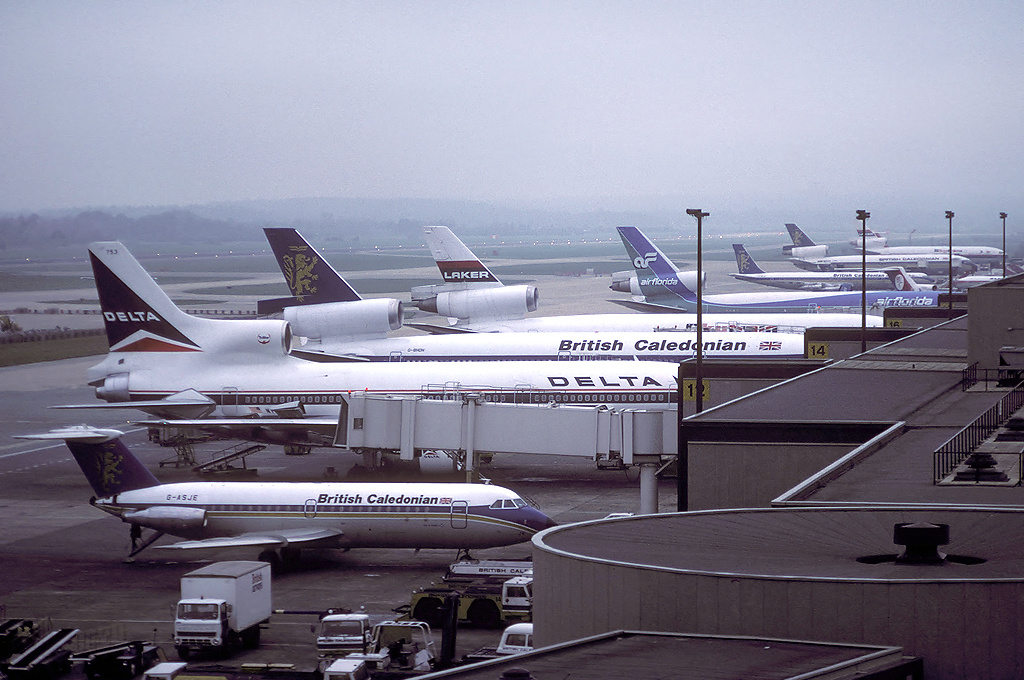
Аеропорт Ґатвік у 1981 році

| Авіакомпанія                   | Пункт призначення |
| ------------------------------ | --- |
| Aegean Airlines                | Сезонний: Корфу, Іракліон, Санторіні (всі з 1 травня 2021) |
| Aer Lingus                     | Дублін, Нок |
| Air Arabia Maroc               | Танжер |
| Air Europa                     | Мадрид |
| Air Transat                    | Торонто–Пірсон Сезонний: Монреаль-Трюдо, Ванкувер |
| airBaltic                      | Рига, Таллінн |
| Aurigny                        | Гернсі |
| Belavia                        | Мінськ |
| BH Air                         | Сезонний: Бургас, Софія, Варна |
| British Airways                | Аккра (з 28 березня 2021),Алжир, Аліканте, Амстердам, Антигуа, Бермуда (завершення 27 березня 2021),, Більбао, Бордо, Канкун, Катанія, Доха (з 28 березня 2021),, Дубровник, Фару, Мадейра, Генуя, Глазго, Гран-Канарія, Гренада, Ісламабад (з 28 березня 2021),, Джерсі, Кінгстон, Лансароте, Лас-Вегас, Малага, Мальта, Манчестер (з 28 березня 2021),, Марракеш, Маврикій, Неаполь, Ніцца, Орландо, Пафос, Порту, Тринідад, Провіденсіалес, Пунта-Кана, Рим–Фіумічіно, Сент-Кіттс, Сент-Люсія, Зальцбург, Сан-Хосе, Севілья, Тампа, Тенерифе-Південний, Тирана, Тобаго, Турин, Венеція, Верона Сезонний: Анталія, Барбадос, Барі, Кальярі, Кейптаун, Корфу, Даламан, Женева, Гренобль, Іракліон, Ібіца, Інсбрук (з 28 березня 2021),, Кос, Ларнака, Ліон, Менорка, Монтего-Бей, Пальма-де-Мальорка, Родос, Салоніки, Відень |
| China Airlines                 | Тайвань-Таоюань |
| China Eastern Airlines         | Шанхай-Пудун |
| Corendon Airlines              | Сезонний: Анталія (з 1 квітня 2021), Даламан (з 2 квітня 2021), Іракліон (з 3 червня 2021), Родос (з 3 червня 2021) |
| Croatia Airlines               | Сезонний: Спліт |
| easyJet                        | Абердин (з 2 травня 2021),, Агадір, Аліканте, Альмерія, Амстердам, Афіни, Барселона, Барі, Базель, Белфаст, Берлін, Болонья, Бордо, Будапешт, Катанія, Копенгаген, Дюссельдорф, Единбург, Фару, Фуертевентура, Мадейра, Женева, Гібралтар, Глазго, Гран-Канарія, Гамбург, Хургада, Інсбрук, Інвернесс, Острів Мен, Джерсі, Краків, Лансароте, Ларнака, Лісабон, Любляна, Люксембург, Ліон, Мадрид, Малага, Мальта, Марракеш, Марсель, Мілан-Лінате, Мілан-Мальпенса, Монпельє, Мюнхен, Мурсія-Сан-Хавьєр, Нант, Неаполь, Ніцца, Ольбія, Палермо, Пальма-де-Мальорка, Пафос, Париж–Шарль де Голль, Піза, Порту, Прага, Рейк'явік, Рим-Фіумічіно, Севілья, Шарм-ель-Шейх, Софія, Штутгарт, Таллінн, Тенерифе-Південний, Салоніки, Тирана, Тулуза, Валенсія, Венеція, Верона, Відень,Цюрих Сезонний: Анталія, Акаба (з 2 листопада 2021),, Біарриц, Більбао (з 2 травня 2021),, Бодрум, Бріндізі, Кальярі (з 4 червня 2021),, Ханья, Корфу, Даламан, Дубровник, Енфіда (з 1 травня 2021),, Фігарі, Фрідріхсгафен, Гренобль, Іракліон, Ібіца, Ізмір, Каламата, Кефалонія, Кос, Ла-Рошель, Менорка, Міконос, Превеза, Пула, Родос, Рованіемі, Зальцбург, Сантьяго-де-Компостела, Санторіні, Спліт, Тель-Авів, Тиват, Турин, Варна, Волос, Задар, Закінф |
| EgyptAir                       | Шарм-ель-Шейх |
| Emirates                       | Дубай (призупинено) |
| FlyOne                         | Кишинів (з 29 березня 2021) |
| Georgian Airways               | Тбілісі |
| Iberia Express                 | Мадрид |
| Norwegian Air Shuttle          | Берген, Копенгаген, Гетеборг, Гельсінкі, Осло–Гардермуен, Ставангер, Стокгольм–Арланда, Тромсе, Тронгейм |
| Nouvelair                      | Туніс (з 24 квітня 2021) |
| Qatar Airways                  | Доха |
| Rossiya                        | Ст Петербург |
| Royal Air Maroc                | Касабланка Сезонний: Агадир, Марракеш |
| Ryanair                        | Аліканте, Дублін, Шаннон |
| SunExpress                     | Сезонний: Анталія (з 28 березня 2021) |
| Swiss International Air Lines  | Сезонний: Женева |
| TAP Air Portugal               | Лісабон, Порту |
| TUI Airways                    | Агадір, Аліканте, Боа-Вішта, Канкун, Енфіда, Фуертевентура, Мадейра, Гран-Канарія, Хургада, Ла-Пальма, Лансароте, Ліберія, Малага, Марракеш, Марса-Алам, Монтего-Бей, Пунта-Кана, Сал, Шарм-ель-Шейх Сент-Люсія, Тенерифе-Південний Сезонний: Альмерія, Анталія, Аруба, Барбадос, Банжул, Барбадус, Бодрум, Бургас, Катанія, Ханья, Коломбо, Корфу, Даламан, Дубровник, Фару, Жирона, Гоа, Іракліон, Ібіца, Ізмір, Херес, Кавала, Кефалонія, Кос, Ламеція-Терме, Ларнака, Орландо-Мельбурн (з 28 березня 2022),, Менорка, Неаполь, Ольбія, Орландо (завершення 29 листопада 2021),, Пальма-де-Мальорка, Пафос, Пхукет, Порто-Санто, Превеза, Пуерто-Вальярта, Пула, Реус, Рек'явік, Родос, Зальцбург, Самос, Санторіні, Скіатос, Спліт, Салоніки, Варадео, Варна, Верона, Закінф |
| Tunisair                       | Туніс |
| Turkish Airlines               | Стамбул, Даламан Сезонний: Анталія, Бодрум |
| Ukraine International Airlines | Київ–Бориспіль |
| Vueling                        | Аліканте, Барселона, Більбао, Флоренція, Париж–Шарль де Голль, Париж-Орлі, Рим–Ф'юмічіно Сезонний: Астурія, Валенсія |
| WestJet                        | Калгарі, Торонто–Пірсон Сезонний: Галіфакс, Ванкувер |
| Wizz Air                       | Афіни, Бухарест, Будапешт, Гданськ, Краків, Лансароте, Малага, Софія Сезонний: Фуертевентура, Мальта, Тенерифе-Південний |

## Статистика
| | Пасажирообіг | Зміна   | Авіаційний трафік | Вантажообіг (тонн) |
| --- | ------------ | ------- | ----------------- | ------------------ |
| 2000 | 32,068,540   | –       | 260,859           | 318,905            |
| 2001 | 31,181,770   | ▼02.8 % | 252,543           | 280,098            |
| 2002 | 29,627,420   | ▼05.0 % | 242,379           | 242,519            |
| 2003 | 30,005,260   | ▲01.3 % | 242,731           | 222,916            |
| 2004 | 31,466,770   | ▲04.9 % | 251,195           | 218,204            |
| 2005 | 32,775,695   | ▲04.2 % | 261,292           | 222,778            |
| 2006 | 34,163,579   | ▲04.2 % | 263,363           | 211,857            |
| 2007 | 35,216,113   | ▲03.1 % | 266,550           | 171,078            |
| 2008 | 34,205,887   | ▼02.9 % | 263,653           | 107,702            |
| 2009 | 32,392,520   | ▼05.3 % | 251,879           | 74,680             |
| 2010 | 31,375,290   | ▼03.1 % | 240,500           | 104,032            |
| 2011 | 33,674,264   | ▲07.3 % | 251,067           | 88,085             |
| 2012 | 34,235,982   | ▲01.7 % | 246,987           | 97,567             |
| 2013 | 35,444,206   | ▲03.5 % | 250,520           | 96,724             |
| 2014 | 38,103,667   | ▲07.5 % | 259,692           | 88,508             |
| 2015 | 40,269,087   | ▲05.7 % | 267,760           | 73,371             |
| 2016 | 43,119,628   | ▲07.1 % | 280,666           | 79,588             |
| 2017 | 45,516,700   | ▲05.2 % | 285,969           | 97,045             |
| 2018 | 46,075,400   | ▲01.1 % | 283,926           | 112,676            |
| Source 2000—2016: UK Civil Aviation Authority>Aircraft and passenger traffic data from UK airports. UK Civil Aviation Authority. 11 березня 2017. Архів оригіналу за 11 лютого 2017. Процитовано 11 березня 2016.</ref> Source 2017: Gatwick Airport Limited |              |         |                   |                    |

Див. джерело запитів Вікіданих та джерела.

## Вебпосилання
- Офіційний сайт аеропорту Гатвік [Архівовано 19 травня 2011 у WebCite]